# Justified World Tour
Justified World Tour è stato il primo tour del cantante statunitense Justin Timberlake a supporto del suo album di debutto Justified.
Il tour ha toccato il Nord America, l'Europa e l'Australia.

## Set list

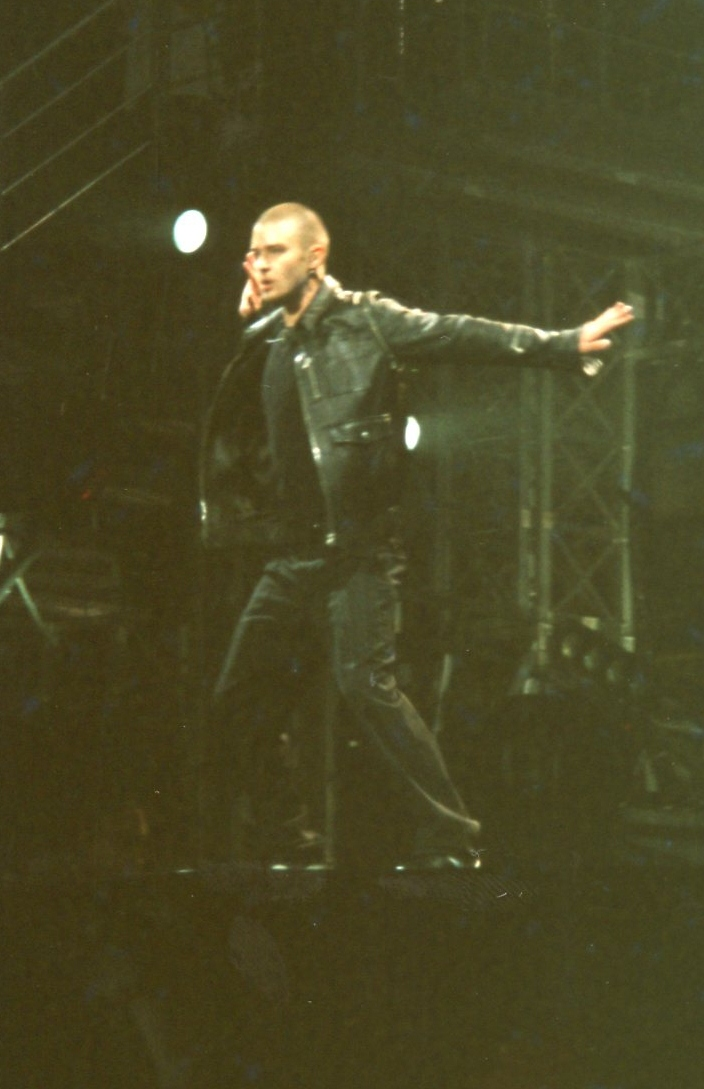
Timberlake durante il Justified World Tour

1. Rock Your Body
2. Right for Me
3. Gone/Girlfriend/Señorita
4. Still on My Brain
5. Nothin' Else
6. Tap Dance Interlude
7. Cry Me a River
8. Let's Take a Ride
9. Beatbox Interlude
10. Last Night
11. I'm Lovin' It
12. Take Me Now
13. Take It from Here
14. Like I Love You

Source:

## Date
| Data             | Città             | Paese       | Arena                                     |
| ---------------- | ----------------- | ----------- | ----------------------------------------- |
| Europa           |                   |             |                                           |
| 7 maggio 2003    | Sheffield         | Regno Unito | Hallam FM Arena                           |
| 9 maggio 2003    | Manchester        | Regno Unito | Manchester Evening News Arena             |
| 10 maggio 2003   | Manchester        | Regno Unito | Manchester Evening News Arena             |
| 11 maggio 2003   | Newcastle         | Regno Unito | Telewest Arena                            |
| 12 maggio 2003   | Birmingham        | Regno Unito | NEC Arena                                 |
| 14 maggio 2003   | Londra            | Regno Unito | Wembley Arena                             |
| 15 maggio 2003   | Londra            | Regno Unito | Wembley Arena                             |
| 17 maggio 2003   | Londra            | Regno Unito | London Docklands Arena                    |
| 18 maggio 2003   | Londra            | Regno Unito | London Docklands Arena                    |
| 19 maggio 2003   | Londra            | Regno Unito | London Docklands Arena                    |
| 20 maggio 2003   | Londra            | Regno Unito | London Docklands Arena                    |
| 21 maggio 2003   | Dublino           | Irlanda     | Point Theatre                             |
| 22 maggio 2003   | Dublino           |             | Point Theatre                             |
| Nord America     |                   |             |                                           |
| 13 ottobre 2003  | Washington        | Stati Uniti | 9:30 Club                                 |
| 14 ottobre 2003  | Norfolk           | Stati Uniti | The NorVa                                 |
| 16 ottobre 2003  | Cleveland         | Stati Uniti | Agora Theatre                             |
| 17 ottobre 2003  | Detroit           | Stati Uniti | State Theatre                             |
| 19 ottobre 2003  | Memphis           | Stati Uniti | The New Daisy Theatre                     |
| Europa           |                   |             |                                           |
| 16 novembre 2003 | Gand              | Belgio      | Flanders Sports Arena                     |
| 17 novembre 2003 | Colonia           | Germania    | Kölnarena                                 |
| 19 novembre 2003 | Monaco di Baviera | Germania    | Olympiahalle                              |
| 22 novembre 2003 | Amburgo           | Germania    | Color Line Arena                          |
| 24 novembre 2003 | Francoforte       | Germania    |                                           |
| 25 novembre 2003 | Berlino           | Germania    |                                           |
| 26 novembre 2003 | Arnhem            | Paesi Bassi | GelreDome XS                              |
| 29 novembre 2003 | Parigi            | Francia     | Palais Omnisports de Paris-Bercy          |
| 30 novembre 2003 | Parigi            | Francia     | Palais Omnisports de Paris-Bercy          |
| 1º dicembre 2003 | Birmingham        | Regno Unito | National Indoor Arena                     |
| 2 dicembre 2003  | Birmingham        | Regno Unito | National Indoor Arena                     |
| 3 dicembre 2003  | Birmingham        | Regno Unito | National Indoor Arena                     |
| 5 dicembre 2003  | Londra            | Regno Unito | Earls Court Exhibition Centre             |
| 6 dicembre 2003  | Londra            | Regno Unito | Earls Court Exhibition Centre             |
| 7 dicembre 2003  | Londra            | Regno Unito | Earls Court Exhibition Centre             |
| 8 dicembre 2003  | Londra            | Regno Unito | Earls Court Exhibition Centre             |
| 10 dicembre 2003 | Manchester        | Regno Unito | Manchester Evening News Arena             |
| 11 dicembre 2003 | Manchester        | Regno Unito | Manchester Evening News Arena             |
| 12 dicembre 2003 | Manchester        | Regno Unito | Manchester Evening News Arena             |
| 14 dicembre 2003 | Sheffield         | Regno Unito | Hallam FM Arena                           |
| 15 dicembre 2003 | Sheffield         | Regno Unito | Hallam FM Arena                           |
| 17 dicembre 2003 | Belfast           | Regno Unito | Odyssey Arena                             |
| 18 dicembre 2003 | Belfast           | Regno Unito | Odyssey Arena                             |
| 20 dicembre 2003 | Dublino           | Irlanda     | Point Theatre                             |
| 21 dicembre 2003 | Dublino           | Irlanda     | Point Theatre                             |
| 9 gennaio 2004   | Londra            | Regno Unito | Earls Court Exhibition Centre             |
| 10 gennaio 2004  | Londra            | Regno Unito | Earls Court Exhibition Centre             |
| 11 gennaio 2004  | Londra            | Regno Unito | Earls Court Exhibition Centre             |
| 14 gennaio 2004  | Glasgow           | Regno Unito | Scottish Exhibition and Conference Centre |
| 15 gennaio 2004  | Glasgow           | Regno Unito | Scottish Exhibition and Conference Centre |
| 16 gennaio 2004  | Glasgow           | Regno Unito | Scottish Exhibition and Conference Centre |
| 18 gennaio 2004  | Birmingham        | Regno Unito | National Indoor Arena                     |
| 19 gennaio 2004  | Birmingham        | Regno Unito | National Indoor Arena                     |
| 21 gennaio 2004  | Newcastle         | Regno Unito | Telewest Arena                            |
| 22 gennaio 2004  | Newcastle         | Regno Unito | Telewest Arena                            |
| 23 gennaio 2004  | Manchester        | Regno Unito | Manchester Evening News Arena             |
| 24 gennaio 2004  | Manchester        | Regno Unito | Manchester Evening News Arena             |
| 25 gennaio 2004  | Manchester        | Regno Unito | Manchester Evening News Arena             |
| Australia        |                   |             |                                           |
| 11 giugno 2004   | Melbourne         | Australia   | Festival Hall                             |
| 12 giugno 2004   | Melbourne         | Australia   | Festival Hall                             |
| 13 giugno 2004   | Melbourne         | Australia   | Festival Hall                             |
| 16 giugno 2004   | Sydney            | Australia   | Hordern Pavilion                          |
| 17 giugno 2004   | Sydney            | Australia   | Hordern Pavilion                          |
| 18 giugno 2004   | Sydney            | Australia   | Hordern Pavilion                          |
| 19 giugno 2004   | Brisbane          | Australia   | BCEC Great Hall                           |

## Riprese
Il concerto è stato ripreso durante la tappa londinese del 18 maggio 2003; ne è stato pubblicato un DVD intitolato Justin Timberlake: Live From London pubblicato il 15 dicembre 2003 in Europa e il giorno seguente negli Stati Uniti d'America.